# Ulrich Ernst
Ulrich Ernst (* 14. Februar 1944 in Rüthen, Kreis Lippstadt) ist ein deutscher Literaturwissenschaftler, Germanist und Mediävist.

## Leben (wissenschaftlicher Werdegang)
Ernst studierte an den Universitäten Hamburg und Köln Germanistik und Geschichte sowie Latinistik, Philosophie und Pädagogik. 1974 wurde er an der Albertus-Magnus-Universität zu Köln mit einer preisgekrönten Dissertation über Otfrid von Weißenburg promoviert. Ab 1974 war Ernst wissenschaftlicher Assistent am Institut für deutsche Sprache und Literatur der Universität Köln und erhielt im Jahr 1976 einen Ruf an die Bergische Universität Wuppertal auf eine Professur für Allgemeine Literaturwissenschaft (mit den Schwerpunkten Methodologie, Literaturtheorie und Vergleichende Literaturwissenschaft) und Deutsche Philologie (Ältere und Neuere Germanistik). 1978 wurde er zum Dekan des Fachbereichs Sprach- und Literaturwissenschaften gewählt, später war er Sprecher der Fächer Allgemeine Literaturwissenschaft und Germanistik sowie langjähriges Mitglied in den beiden Senatskommissionen für Lehre und Forschung. 1982 gründete Ernst die universitäre Forschungsstelle Visuelle Poesie, die sich mit Text-Bild-Beziehungen in transepochalen und interkulturellen Zusammenhängen befasst. 1994 erhielt Ernst einen Ruf auf eine Professur für Ältere deutsche Literatur (Mediävistik) an der Universität Hamburg, dem er jedoch nicht folgte. 1995 wurde er in die Akademie gemeinnütziger Wissenschaften zu Erfurt aufgenommen, 1997 folgte die Aufnahme in den Beirat des Mediävistenverbandes. Nach seiner Emeritierung 2008 widmete sich Ernst als Leiter der Forschungsstelle Visuelle Poesie weiterhin der Durchführung komparatistischer und medienhistorischer Forschungsvorhaben.
Ernst ist Herausgeber von vier wissenschaftlichen Schriftenreihen mit transdisziplinärer Ausrichtung:
- Ordo. Studien zur Literatur und Gesellschaft des Mittelalters und der Frühen Neuzeit (ab 1985; 14 Bde.),
- Pictura et Poesis. Interdisziplinäre Studien zum Verhältnis von Literatur und Kunst (ab 1991; 35 Bde.),
- Allgemeine Literaturwissenschaft – Wuppertaler Schriften (ab 1999; 22 Bde.) und
- Mirabiblia. Forschungsbeiträge zum Künstlerbuch. Konzepte – Diskurse – Kontexte (ab 2013; 6 Bde.).

Forschungsfelder Ernsts sind u. a. Mediävistik, Bibelepik, Hagiographie, Chanson de geste, höfischer Roman im gesellschaftlichen Kontext, Antikenrezeption, historische Narratologie, Gedächtnisforschung; Komparatistik, Versästhetik, Reimtheorie, rhetorisierte Literatur, experimenteller Roman, Zahlensymbolik und literarische Zahlentektonik; intermediale Poetik (hybride Gattungen), Visuelle Poesie, Konkrete Poesie, zyklische Illustration, Ekphrasis in Lyrik und narrativer Dichtung, literarischer Manierismus und Künstlerbuch als epochen- und kulturübergreifende Konstante.

## Schriften (Auswahl)
Monographien
- Der ‚Liber Evangeliorum‘ Otfrids von Weißenburg. Literarästhetik und Verstechnik im Lichte der Tradition (Köln 1975; Kölner Germanistische Studien 11).
- Text als Figur. Visuelle Poesie von der Antike bis zur Moderne (= Ausstellungskataloge der Herzog August Bibliothek 56). Weinheim 1987 (zus. mit Jeremy Adler), 3. Aufl. 1990, ISBN 978-3-52-717816-2.
- Carmen figuratum. Geschichte des Figurengedichts von den antiken Ursprüngen bis zum Ausgang des Mittelalters (= Pictura et Poesis 1). Köln 1991, ISBN 3-412-03589-0.
- Intermedialität im europäischen Kulturzusammenhang. Beiträge zur Theorie und Geschichte der visuellen Lyrik (= Allgemeine Literaturwissenschaft 4). Berlin 2002, ISBN 3-503-06150-9.
- Der „Gregorius“ Hartmanns von Aue. Theologische Grundlagen – Legendarische Strukturen – Überlieferung im geistlichen Schrifttum (= Ordo 7). Köln 2002, ISBN 3-412-09302-5.
- Facetten mittelalterlicher Schriftkultur. Fiktion und Illustration. Wissen und Wahrnehmung (= Beihefte zum Euphorion 51). Heidelberg 2006, ISBN 3-8253-5228-5.
- Manier als Experiment in der europäischen Literatur. Aleatorik und Sprachmagie. Tektonismus und Ikonizität. Zugriffe auf innovatorische Potentiale in Lyrik und Roman (= Neues Forum für Allgemeine und Vergleichende Literaturwissenschaft 39). Heidelberg 2009, ISBN 978-3-82-535565-4.

Herausgeberschaften (Einzelbände)
- Die Genese der europäischen Endreimdichtung (= Wege der Forschung 344). Darmstadt 1977 (zus. mit Peter-Erich Neuser), ISBN 3-534-06717-7.
- Petrus Bungus, Numerorum mysteria, Bergamo 1599, Nachdruck. Hildesheim 1983, Einleitung, S. 1–34, ISBN 3-487-07297-1.
- Architectura Poetica. Festschrift für Johannes Rathofer (= Kölner Germanistische Studien 30). Köln 1990 (zus. mit Bernhard Sowinski), ISBN 978-3-41-203090-2.
- Kunst und Erinnerung. Memoriale Konzepte in der Erzählliteratur des Mittelalters (= Ordo 8). Köln 2003 (zus. mit Klaus Ridder), ISBN 978-3-412-32193-2.
- Visuelle Poesie. Historische Dokumentation theoretischer Zeugnisse. Bd.1: Von der Antike bis zum Barock. Berlin 2012 (zus. mit Oliver Ehlen und Susanne Gramatzki), ISBN 978-3-11-019646-7.
- Paradigmata zum Künstlerbuch. Gattungen und Werke von der Klassischen Moderne bis zur Gegenwart (= Mirabiblia 2). Berlin 2015 (zus. mit Susanne Gramatzki), ISBN 978-3-941030-34-3.

Festschriften für Ulrich Ernst
- Ästhetische Transgressionen. Festschrift für Ulrich Ernst (= Schriftenreihe Literaturwissenschaft 69), hg. von Michael Scheffel, Silke Grothues und Ruth Sassenhausen. Trier 2006, ISBN 978-3-88476-792-4.
- Figuren der Ordnung. Beiträge zu Theorie und Geschichte literarischer Dispositionsmuster. Festschrift für Ulrich Ernst, hg. von Susanne Gramatzki und Rüdiger Zymner. Köln 2009, ISBN 978-3-412-20355-9.